# Ян Хуаньи
Ян Хуаньи́ (кит. трад. 陽煥宜, упр. 阳焕宜, пиньинь Yáng Huànyí, 1906—2004) — китаянка, владевшая (по большинству мнений) письмом нюй-шу, использовавшемся женщинами Китая на протяжении примерно 400 лет. 20 сентября 2004 года она умерла в возрасте 98 лет.
По данным японских исследователей, несколько владеющих нюй-шу пережили Хуаньи и были обнаружены уже после её смерти. Исследовательница из университета Бункё Ориэ Эндо (яп. 遠藤織枝 Эндо: Ориэ) по состоянию на 2010 год насчитывала шесть человек, владевших нюй-шу.